# Lối thoát
Lối thoát là album phòng thu đầu tay của ban nhạc rock người Việt Nam Microwave. Album được phát hành vào vào ngày 24 tháng 12 năm 2005.

## Phát hành và đón nhận
Lối thoát được phát hành vào vào ngày 24 tháng 12 năm 2005, được phân vào thể loại nu metal, gồm 9 ca khúc. Album chịu ảnh hưởng lớn từ nhạc của Linkin Park.
Nổi bật nhất trong album là "Tìm lại", ca khúc đã trở thành một trong những bài hát được yêu thích nhất của năm 2006 và đặc biệt là trên sóng âm nhạc Xone FM VOV3. Mùa hè 2007, ca khúc này đã thống trị các chương trình ca nhạc trên các sóng phát thanh Việt Nam. "Tìm lại" cũng đã đạt đến vị trí quán quân trên bảng xếp hạng âm nhạc VN10 của kênh âm nhạc Xone FM. Ca khúc đã góp phần tạo dựng nên tên tuổi của ban nhạc, làm cho nhóm được người hâm mộ ví là "ban nhạc rock dễ nghe nhất Việt Nam".
Cây viết Nguyễn Mạnh Hà của báo Tiền phong bình luận về album: "Nội dung thường về tâm trạng của người trẻ trong xã hội nói chung và người trẻ chơi nhạc rock nói riêng. Những trục trặc trong ban nhạc cũng được đưa vào bài hát. Giai điệu có vẻ ngày càng ngọt ngào trong phong cách nu metal sinh động nên nhạc Microwave dễ thuộc dễ hát."

## Danh sách bài hát
Tất cả lời bài hát được viết bởi Microwave; tất cả nhạc phẩm được soạn bởi Microwave.
| Lối thoát | Lối thoát           | Lối thoát  |
| STT       | Nhan đề             | Thời lượng |
| --------- | ------------------- | ---------- |
| 1.        | "Intro"             | 00:16      |
| 2.        | "Mộng du"           | 2:03       |
| 3.        | "Trái tim dũng cảm" | 3:29       |
| 4.        | "Ước mơ"            | 3:25       |
| 5.        | "Bão đêm"           | 4:38       |
| 6.        | "Chiến tranh"       | 4:19       |
| 7.        | "Sóng"              | 3:04       |
| 8.        | "Sói"               | 4:10       |
| 9.        | "Tìm lại"           | 3:35       |
| 10.       | "Lối thoát"         | 3:54       |
| 11.       | "Mộng du (remix)"   | 4:11       |